# فرانشيسكو زوكاريلي
جياكومو فرانشيسكو زوكاريلي، المعروف باسم فرانشيسكو زوكاريلي، 15 أغسطس 1702 - 30 ديسمبر 1788)، كان فنانًا إيطاليًا من أواخر عصر الباروك. يعتبر أهم رسام للمناظر الطبيعية ظهر من مدينته البندقية خلال منتصف القرن الثامن عشر، وانتشرت آراؤه في جميع أنحاء أوروبا وخاصة في إنجلترا حيث أقام لفترتين هناك. امتدت رعايته إلى النبلاء، وغالبًا ما تعاون مع فنانين آخرين مثل أنطونيو فيسينتيني وبرناردو بيلوتو. في عام 1768. بالإضافة إلى المناظر الطبيعية الريفية التي أدرجت في كثير من الأحيان موضوعات دينية وكلاسيكية، ابتكر زوكاريلي قطعًا تعبدية وفي بعض الأحيان قام برسم بورتريه. إلى جانب اللوحات، تضمن إنتاجه المتنوع نقوشًا ورسومات وتصميمات للمنسوجات بالإضافة إلى مجموعة من أوراق اللعب من العهد القديم.
على الرغم من الشهرة التي عاشها في حياته، تراجعت سمعته في أوائل القرن التاسع عشر حيث أصبحت الطبيعة مفضلة بشكل متزايد. انتقده تيرنر بعبارات معتدلة بينما اعترف بأن شخصياته يمكن أن تكون جميلة، مما يمهد الطريق لمزيد من التقييمات الفيكتورية. في عام 1959، قدم مؤرخ الفن مايكل ليفي اقتراحات حول سبب تمتع زوكاريلي بمثل هذا الجاذبية المعاصرة الواسعة بين الإنجليز، واستنتج أن أفضل أعماله هي الزخرفة. في الآونة الأخيرة، منذ التسعينيات، كان هناك تركيز متجدد بين العلماء الإيطاليين، الذين أعطوه مكانة بارزة في العديد من الكتب والمقالات، وعُرضت لوحاته ورسوماته بانتظام في المعارض.

## روما وتوسكانا (1702–1732)
وُلد جياكومو فرانشيسكو زوكاريلي، الأصغر من بين أربعة أبناء، في بيتيجليانو، جنوب توسكانا، في 15 أغسطس 1702. والده بارتولوميو كان يمتلك العديد من مزارع الكروم المحلية، وكذلك في الشمال الغربي ليس بعيدًا عن بيزا، وهو متجر يعرض أدوات للمطبخ. في سن الحادية عشرة أو الثانية عشرة، بدأ زوكاريلي تدريبه المهني في روما مع رسامي البورتريه جيوفاني ماريا موراندي (1622-1717) وتلميذه بيترو نيلي (1672-1740)، الذي تعلم تحت وصايته عناصر التصميم أثناء الدروس الكلاسيكية الرومانية. أكمل زوكاريلي مهمته الأولى في مسقط رأسه بيتيغليانو في الأعوام 1725-1727، وهما زوجان من قطع الكنيسة الصغيرة. برعاية خبير الفن الفلورنسي، نيكولو غابوري (1676-1742)، من عام 1728 إلى 1731، كرس طاقاته في الغالب للنقوش، وأنتج في النهاية ما لا يقل عن 43 مطبوعة، تتكون غالبيتها من سلسلتين سجلت فيهما اللوحات الجدارية لجيوفاني دا سان جيوفاني (1592-1636) وأندريا ديل سارتو (1486-1531). خلال السنوات الخمس التي قضاها في فلورنسا، على الرغم من انشغاله بالموضوعات التصويرية، بدأ في تجربة الرسومات في المناظر الطبيعية، كما يتضح من الأعمال المحفوظة الآن في قسم المطبوعات والرسومات في أوفيزي، بما في ذلك منظر للعاصمة التوسكانية. وفقًا للويجي لانزي، في السبعينيات من القرن التاسع عشر، كان رسام المناظر الطبيعية الرومانية والرسام باولو أنيسي (1697-1773) هو المعلم الرئيسي لزوكاريلي في هذا النوع الذي أدى في النهاية إلى شهرته.

## البندقية (1762–1764)
وصل زوكاريلي إلى البندقية في سبتمبر 1762، وأصبح عضوًا في أكاديمية البندقية في عام 1763. هناك لوحة واحدة معروفة فقط من هذه الفترة، وهي لوحة القديس يوحنا المعمدان الأكاديمية، وهي تركيبة تطلبتها الأكاديمية بعد الحصول على القبول. حث زوكاريلي على العودة إلى لندن في عام 1764 من خلال وصية صديقه ألجاروتي لمجموعة من الرسومات التي نُفّذت للورد تشاتام.

## الفترة الإنجليزية الثانية (1765-1771)
في هذه الزيارة الثانية إلى إنجلترا، أشاد النبلاء والنقاد الإنجليز بزوكاريلي على حدٍ سواء، ودُعِيَ للعرض في المجتمعات الفنية الرائدة. واصل الرسم من مصادر متنوعة، كما يتضح من عمل في مجموعة خاصة. تُظهر المرأة الفلاحية التي ترضع طفلها رضاعة طبيعية في منظر طبيعي تأثير الفنانين الهولنديين الفلمنكيين، والملابس الشمالية، وتلميحات لتوماس جينزبورو، المرجع المفضل لزوكاريلي خلال الستينيات من القرن الثامن عشر.
ساهم الفنان بأعماله في العروض التي أقامتها الجمعية الحرة للفنانين أعوام 1765 و 1766 و 1782. في عام 1767، عُرضت رسوماته، وهي على الأرجح نسخة ثالثة، في جمعية الفنانين. وتظهر جنبًا إلى جنب رحلة يعقوب. كانت للوحتين أنماط تكوين مختلفة. في حين أن ماكبث كان لديه ضربات فرشاة سريعة تقريبًا، كشف جاكوب عن اهتمامه الدقيق بالتفاصيل. حقق ماكبث في وقت لاحق انتشارًا واسعًا.
كان زوكاريلي عضوًا مؤسسًا في عام 1768 للأكاديمية الملكية للفنون. كلف الملك جورج الثالث رسم المناظر الطبيعية (1768)، وهو امتياز ممنوح لأي فنان إيطالي آخر. غاسبارد دوغيت وكذلك كلود لورين. في عام 1769، عرض زوكاريلي في المعرض الافتتاحي للأكاديمية الملكية، حيث أظهر منظران طبيعيان وشخصيات؛ في 1770، ثلاثة مناظر طبيعية، القديس يوحنا الكرازة في البرية، والعائلة المقدسة؛ وأخيرًا، في عام 1771، عائلة مقدسة أخرى.

## السنوات الأخيرة في إيطاليا (1771-1788)
عند عودته إلى البندقية عام 1771، استقبل زوكاريلي بحنان وفخر، وفي سبتمبر من ذلك العام، عيّنه المجتمع الفني مديرًا لأكاديمية الفنون الجميلة في البندقية، ثم رئيسًا في الشهر التالي. ابتعد لاحقًا عن مناظر أركاديا المعتادة واعتمد نهجًا أكثر ملاءمة لذوق البندقية الحالي، الكلاسيكي الجديد في النظرة، وعاد إلى مضاهاة الشباب. هذه الرغبة المستمرة في النظر إلى الأساليب الجديدة، حتى مع تقدمه في العمر، ربما تساعد في تفسير سبب إظهار زوكاريلي القليل من الاهتمام بدوره كرئيس لأكاديمية البندقية، حيث كان غالبًا غائبًا عن الجلسات. في عام 1774، دون سابق إنذار، وبسبب خوف الأعضاء، غادر بشكل دائم إلى فلورنسا.
كان زوكاريلي واحدًا من عدد قليل من الرسامين الفينيسيين في عصره الذين حصلوا على إشادة عالمية، حتى من النقاد الذين رفضوا مفهوم أركاديا. كان يتمتع بشعبية خاصة بين أتباع روسو.  يشير فرانشيسكو ماريا تاسي (1716-1782)، في كتابه (حياة الرسامين والنحاتين والمهندسين المعماريين في بيرغامو)، إلى أن زوكاريلي يرسم المناظر الطبيعية بأكثر الشخصيات سحرًا، وبالتالي لا يتفوق على فناني العصر الحديث فحسب، بل ينافس عباقرة الماضي العظماء. لأنه لم يعرف أحد من قبل كيفية الجمع بين بهجة الأرض المتناغمة مع الأشكال التي تُعرض برشاقة وتمثيلها بأكثر الألوان طبيعية. مع الانتقال إلى المزيد من الأنماط التمثيلية لتصوير المناظر الطبيعية في القرن التاسع عشر، بدأ النقد السلبي في التطور، كما وصفه مؤرخ الفن مايكل ليفي في مقال تاريخي عام 1959، فرانشيسكو زوكاريلي في إنجلترا: كانت وجهة نظر تيرنر مقيدة، قائلًا إن عمل زوكاريلي كان مرهف، يفتقر إلى سحر ونعمة واتو، ومع ذلك كانت شخصياته جميلة في بعض الأحيان.